# Liste d'œuvres d'art victimes de la mobilisation des métaux non ferreux dans le Grand Est
Pour un article plus général, voir Liste d'œuvres d'art victimes de la mobilisation des métaux non ferreux.
Cet article vise à recenser les œuvres d'art dans l'espace public en bronze qui ont été fondues sous le régime de Vichy dans le cadre de la mobilisation des métaux non ferreux, dans le Grand Est.
Les œuvres sont classées par ordre alphabétique de départements et, au sein de ceux-ci, par ordre alphabétique de communes.

## Ardennes
| Œuvre                                                 | Auteur                                     | Commune              | Localisation                          | Notes | Installation | Coordonnées                      | Illustration |
| ----------------------------------------------------- | ------------------------------------------ | -------------------- | ------------------------------------- | --- | ------------ | -------------------------------- | --- |
| Statue de Pierre Terrail de Bayard,                   | Aristide Croisy                            | Charleville-Mézières | Dans le square Mialaret               | Représentait Pierre Terrail de Bayard. Une statue de remplacement identique est installée en 2005. | 1893         | 49° 45′ 44″ nord, 4° 43′ 00″ est | Statue de Pierre Terrail de Bayard · Statue de Pierre Terrail de Bayard |
| Buste de l'inspecteur général Irénée Carré,           | Alphonse Colle                             | Charleville-Mézières | Dans la cour de l'école, rue du musée | Représentait Irénée Carré. | 1910         | à géolocaliser                   | Image manquante |
| Buste d'Arthur Rimbaud,                               | Alphonse Colle                             | Charleville-Mézières | Dans le square de la gare             | Représentait Arthur Rimbaud. Remplace le buste réalisé par Paterne Berrichon érigé en 1901, détruit pendant la Première Guerre mondiale. Un buste de remplacement réalisé par Dumont est installé en 1954.                     | 1927         | 49° 46′ 08″ nord, 4° 43′ 27″ est | Buste d'Arthur Rimbaud · Buste d'Arthur Rimbaud |
| Buste de Gustave Gailly,                              | Aristide Croisy                            | Charleville-Mézières | Dans le square de la gare             | Représentait Gustave Gailly. Remplace le buste érigé en 1877, détruit pendant la Première Guerre mondiale. Un buste de remplacement est installé[Quand ?].                                                                     | 1927         | 49° 46′ 10″ nord, 4° 43′ 28″ est | Buste de Gustave Gailly |
| Le bouvier et l'attelage du monument au Défrichement, | Henri Bouchard                             | Charleville-Mézières | Dans le square du vieux moulin        | Le laboureur et la charrue sont retirés et installés dans la cour du musée en 1945. Ils sont retirés et réinstallés sur l'île du vieux moulin en 1951.                                                                         | 1931         | à géolocaliser                   | Le bouvier et l'attelage du monument au Défrichement« Le Défrichement à Charleville-Mézières », sur À nos grands hommes,« Le Défrichement à Charleville-Mézières », sur e-monumen |
| Buste de Jules Lartigue,                              | À déterminer                               | Givet                | Dans le jardin public                 | | 1899         | à géolocaliser                   | Image manquante |
| Statue d'Étienne Nicolas Méhul,                       | Copie par Derville d'après Aristide Croisy | Givet                | Sur la place Méhul                    | Représentait Étienne Nicolas Méhul. Remplace la statue érigée en 1892, détruite pendant la Première Guerre mondiale. Une statue de remplacement très différente en pierre réalisée par Marcel Grattesat est installée en 1955. | 1926         | 50° 08′ 19″ nord, 4° 49′ 22″ est | Image manquante |
| Buste de Désiré Linard,                               | Alphonse Colle                             | Rethel               | Sur la place de l'hôpital             | Représentait Désiré Linard. Érigé sur la place de la sous-préfecture en 1900. Le piédestal resté vide est retiré en 1973. | À déterminer | à géolocaliser                   | Buste de Désiré Linard« Monument à Désiré Linard à Rethel », sur À nos grands hommes,« Monument à Désiré Linard à Rethel », sur e-monumen                                         |
| Buste de Nicolas-Louis de Lacaille,                   | À déterminer                               | Rumigny              | À déterminer                          | Représentait Nicolas-Louis de Lacaille. Un buste de remplacement en pierre est installé en 1962. | 1921         | à géolocaliser                   | Buste de Nicolas-Louis de Lacaille« Monument à Nicolas-Louis La Caille à Rumigny », sur À nos grands hommes,« Monument à Nicolas-Louis La Caille à Rumigny », sur e-monumen       |

## Aube
| Œuvre                                                                  | Auteur           | Commune          | Localisation                                                                          | Notes | Installation | Coordonnées                      | Illustration |
| ---------------------------------------------------------------------- | ---------------- | ---------------- | ------------------------------------------------------------------------------------- | --- | ------------ | -------------------------------- | --- |
| La Charité Romaine,                                                    | Alfred Boucher   | Nogent-sur-Seine | Sur le pont                                                                           | Également appelée L'Amour filial ou La Piété filiale. Une statue de remplacement identique est installée dans le jardin du musée. | 1881         | à géolocaliser                   | Image manquante |
| Buste de la République                                                 | Désiré Briden    | Troyes           | Sur la façade de la préfecture                                                        | Une horloge est installée[Quand ?] à sa place.                                                                                    | 1899         | à géolocaliser                   | Image manquante |
| Monument aux Bienfaiteurs de l'Aube,                                   | Désiré Briden    | Troyes           | Devant la gare, Sur la place de la Bonneterie, renommé place Jean-Jaurès par la suite | Le piédestal resté vide est détruit en 1969.                                                                                      | 1900         | à géolocaliser                   | Monument aux Bienfaiteurs de l'Aube« Monument aux Bienfaiteurs de l'Aube à Troyes », sur À nos grands hommes,« Monument aux Bienfaiteurs de l'Aube à Troyes », sur e-monumen        |
| Le vin,                                                                | Désiré Briden    | Troyes           | Jardin de Chevreuse                                                                   | | 1903         | à géolocaliser                   | Image manquante |
| Le Rapt,                                                               | Auguste Suchetet | Troyes           | Dans le square de la préfecture                                                       | L'originale en marbre est offerte en remplacement par la ville de Paris et installée en 1949.                                     | 1911         | à géolocaliser                   | Le Rapt« Le Rapt à Troyes », sur À nos grands hommes,« Le Rapt à Troyes », sur e-monumen                                                                                            |
| Buste et agriculteur avec sa charrette du monument au comte de Launay, | Auguste Suchetet | Troyes           | Jardin du Beffroi                                                                     | Représentait Adolphe de Launay. Un buste de remplacement est installé[Quand ?].                                                   | 1930         | 48° 17′ 47″ nord, 4° 04′ 02″ est | Buste d'Adolphe de Launay |
| Buste de Louis Hector Pron,                                            | Désiré Briden    | Troyes           | Jardin de Chevreuse                                                                   | Représentait Louis Hector Pron. Un buste de remplacement est installé en 2005.                                                    | À déterminer | à géolocaliser                   | Buste de Louis Hector Pron« Monument à Hector Pron, peintre de paysages à Troyes », sur À nos grands hommes,« Monument à Hector Pron, peintre de paysages à Troyes », sur e-monumen |
| Buste et allégorie de la Vérité du monument à Louis Mony,              | Alfred Boucher   | Troyes           | Jardin de Chevreuse                                                                   | Représentait Louis Mony. Un buste de remplacement est installé[Quand ?].                                                          | À déterminer | 48° 17′ 48″ nord, 4° 04′ 01″ est | Buste de Louis Mony |

## Haute-Marne
| Œuvre                   | Auteur         | Commune | Localisation                                    | Notes | Installation | Coordonnées    | Illustration |
| ----------------------- | -------------- | ------- | ----------------------------------------------- | --- | ------------ | -------------- | --- |
| Statue de Jeanne d'Arc, | Louis Fournier | Langres | Sur la place de l'église, renommée place Jenson | Représentait Jeanne d'Arc. Une statue de remplacement très différente en pierre réalisée par Félix Joffre est installée en 1955. | 1903         | à géolocaliser | Statue de Jeanne d'Arc« Monument à Jeanne d'Arc à Langres », sur À nos grands hommes,« Monument à Jeanne d'Arc à Langres », sur e-monumen · Statue de Jeanne d'Arc« Monument à Jeanne d'Arc à Langres », sur À nos grands hommes,« Monument à Jeanne d'Arc à Langres », sur e-monumen |

## Marne
| Œuvre                                                            | Auteur           | Commune              | Localisation                                           | Notes | Installation | Coordonnées                      | Illustration |
| ---------------------------------------------------------------- | ---------------- | -------------------- | ------------------------------------------------------ | --- | ------------ | -------------------------------- | --- |
| Les 3 allégories du monument à Sadi Carnot                       | Ernest Dagonet   | Châlons-en-Champagne | Sur la place du Maréchal Foch, devant l'hôtel de ville | Représente Sadi Carnot. Ce qui reste du monument est retiré dans les années 70 et installé devant les archives départementales de la Marne, à l'intersection de la rue Carnot et de la rue Just Berland.                                                                 | 1896         | à géolocaliser                   | Les 3 allégories du monument à Sadi Carnot« Monument à Sadi Carnot à Châlons-en-Champagne », sur e-monumen · Les 3 allégories du monument à Sadi Carnot« Monument à Sadi Carnot à Châlons-en-Champagne », sur e-monumen |
| Statue du monument du centenaire de l'école des Arts et Métiers, | Max Blondat      | Châlons-en-Champagne | Sur la place des Arts, devant l'école                  | Le médaillon de la Rochefoucauld-Liancourt est retiré et intégré au monument aux morts des élèves de l'école. Un monument de remplacement réalisé par madame Quillery est érigé en 1957.                                                                                 | 1906         | à géolocaliser                   | Statue du monument du centenaire de l'école des Arts et Métiers« Monument du centenaire de l'École des Arts et Métiers à Châlons-en-Champagne », sur À nos grands hommes,« Monument du centenaire de l'École des Arts et Métiers à Châlons-en-Champagne », sur e-monumen · Statue du monument du centenaire de l'école des Arts et Métiers« Monument du centenaire de l'École des Arts et Métiers à Châlons-en-Champagne », sur À nos grands hommes,« Monument du centenaire de l'École des Arts et Métiers à Châlons-en-Champagne », sur e-monumen                     |
| Statue de Léon Bourgeois,                                        | Horace Daillion  | Châlons-en-Champagne | Rue Juliette Récamier                                  | Représentait Léon Bourgeois. Un buste de remplacement est érigé en 1967 devant les archives départementales de la Marne rue Carnot. Le piédestal resté vide est retiré en 1969 et les ornements en pierre sont installés dans les jardins du Centre hospitalier.         | 1933         | à géolocaliser                   | Statue de Léon Bourgeois« Monument à Léon Bourgeois à Châlons-en-Champagne », sur À nos grands hommes,« Monument à Léon Bourgeois à Châlons-en-Champagne », sur e-monumen · Statue de Léon Bourgeois« Monument à Léon Bourgeois à Châlons-en-Champagne », sur À nos grands hommes,« Monument à Léon Bourgeois à Châlons-en-Champagne », sur e-monumen |
| Buste du docteur Henri Jolicœur                                  | Léon Chavalliaud | Reims                | Sur la place Saint-Thomas                              | Représentait Henri Jolicœur. | 1898         | à géolocaliser                   | Image manquante |
| Buste d'Ambroise Petit,                                          | Paul Berton      | Reims                | Dans le square, au chevet de la basilique Saint-Remi   | Représentait Ambroise Petit. | 1925         | 49° 14′ 36″ nord, 4° 02′ 34″ est | Buste d'Ambroise Petit · Buste d'Ambroise Petit |
| Buste de Charles Arnould,                                        | Léon Chavalliaud | Reims                | Dans le parc de la Patte d'oie                         | Représentait Charles Arnould. Érigé en 1908 dans le square de la Mission. Endommagé, il est retiré en 1918 et placé dans le musée. Il est réinstallé sur son piédestal en 1921. Il est retiré en 1924. Un buste de remplacement est installé en 1950 sur la place Verte. | 1927         | à géolocaliser                   | Buste de Charles Arnould« Monument à Charles Arnould à Reims », sur À nos grands hommes,« Monument à Charles Arnould à Reims », sur e-monumen |
| Soldat du monument à Sadi Carnot,                                | Ernest Dagonet   | Vitry-le-François    | Jardin public, près de la mairie                       | Représente Sadi Carnot. Également appelé Monument commémoratif de la revue passée par Sadi Carnot, Président de la République le 17 septembre 1891. | 1897         | à géolocaliser                   | Soldat du monument à Sadi Carnot« Monument à Sadi Carnot ou Monument commémoratif de la revue passée par Sadi Carnot, Président de la République le 17 septembre 1891 à Vitry-le-François », sur À nos grands hommes,« Monument à Sadi Carnot à Vitry-le-François », sur e-monumen · Soldat du monument à Sadi Carnot« Monument à Sadi Carnot ou Monument commémoratif de la revue passée par Sadi Carnot, Président de la République le 17 septembre 1891 à Vitry-le-François », sur À nos grands hommes,« Monument à Sadi Carnot à Vitry-le-François », sur e-monumen |

## Meurthe-et-Moselle
| Œuvre                                     | Auteur                                     | Commune   | Localisation                                                                    | Notes | Installation | Coordonnées                      | Illustration                                                          |
| ----------------------------------------- | ------------------------------------------ | --------- | ------------------------------------------------------------------------------- | --- | ------------ | -------------------------------- | --------------------------------------------------------------------- |
| Buste de François de Bassompierre,        | Victor Huel                                | Haroué    | Sur la place du maréchal Bassompierre                                           | Représentait François de Bassompierre. Un buste de remplacement très différent en pierre est installé[Quand ?].                       | 1897         | 48° 28′ 01″ nord, 6° 10′ 44″ est | Buste de François de Bassompierre · Buste de François de Bassompierre |
| Statue de l'abbé Grégoire,                | Charles-Élie Bailly                        | Lunéville | Sur la place des Carmes                                                         | Représentait l'abbé Grégoire. Une statue de remplacement très différente en pierre réalisée par Paul Niclausse est installée en 1955. | 1885         | 48° 35′ 54″ nord, 6° 29′ 20″ est | Image manquante                                                       |
| Statue de Christophe Mathieu de Dombasle, | Pierre-Jean David d'Angers                 | Nancy     | Sur la place Dombasle                                                           | Représentait Christophe Mathieu de Dombasle. Une statue de remplacement identique est installée en 1956.                              | 1850         | 48° 41′ 30″ nord, 6° 10′ 42″ est | Statue de Christophe Mathieu de Dombasle                              |
| Buste de Grandville,                      | Ernest Bussière                            | Nancy     | À l'entrée du parc de la Pépinière                                              | Représentait Grandville. Un buste de remplacement est installé en 1961.                                                               | 1893         | 48° 41′ 56″ nord, 6° 10′ 51″ est | Buste de Grandville · Buste de Grandville                             |
| Buste de Pierre Gringoire                 | Ernest Bussière                            | Nancy     | Dans le square de la rue de Serre, renommé square Victor Basch en 1946          | Représentait Pierre Gringoire. Un buste de remplacement est installé[Quand ?].                                                        | 1894         | 48° 41′ 32″ nord, 6° 10′ 35″ est | Buste de Pierre Gringoire · Buste de Pierre Gringoire                 |
| Ornements de l'obélisque                  | Victor Prouvé                              | Nancy     | Sur la place de l'académie                                                      | Également appelé Monument à Sadi Carnot.                                                                                              | 1896         | 48° 41′ 39″ nord, 6° 10′ 37″ est | Obélisque de Nancy · Obélisque de Nancy                               |
| Allégories du monument à Ernest Bichat,   | Ernest Bussière                            | Nancy     | Dans le square Bichat                                                           | Représente Ernest Bichat. | 1909         | 48° 41′ 55″ nord, 6° 10′ 39″ est | Buste d'Ernest Bichat · Buste d'Ernest Bichat                         |
| Le Gymnaste de la Victoire,               | Georges Saulo                              | Nancy     | Dans le parc de la Pépinière                                                    | Érigé en 1919 dans le parc Sainte-Marie.                                                                                              | 1924         | 48° 40′ 54″ nord, 6° 10′ 18″ est | Le Gymnaste de la Victoire                                            |
| Buste de Joseph Antoine,                  | L. Léonard (buste) Grandcolas (bas-relief) | Nancy     | Colonie scolaire municipale Joseph Antoine, devenue salle des fêtes de Gentilly | Un buste de remplacement est installé en 1959.                                                                                        | 1933         | 48° 41′ 54″ nord, 6° 08′ 23″ est | Buste de Joseph Antoine                                               |
| Buste d'Émile Coué,                       | Eugène Gatelet                             | Nancy     | Dans le parc Sainte-Marie                                                       | Représentait Émile Coué. Un buste de remplacement est installé en 1947.                                                               | 1936         | 48° 40′ 53″ nord, 6° 10′ 17″ est | Buste d'Émile Coué                                                    |

## Meuse
| Œuvre                                                 | Auteur              | Commune            | Localisation                                                                                | Notes | Installation | Coordonnées                      | Illustration |
| ----------------------------------------------------- | ------------------- | ------------------ | ------------------------------------------------------------------------------------------- | --- | ------------ | -------------------------------- | --- |
| Monument à Pierre et Ernest Michaux (de)              | Édouard Houssin     | Bar-le-Duc         | Intersection de la rue Maginot et de la rue du Bourg                                        | Commémorait Pierre Michaux. Une statue de remplacement légèrement différente est installée en 1953.                                        | 1894         | 48° 46′ 33″ nord, 5° 09′ 26″ est | Monument à Pierre et Ernest Michaux |
| L'allégorie féminine du monument au maréchal Exelmans | Émile Peynot        | Bar-le-Duc         | Sur la place Exelmans                                                                       | Représente Rémy Joseph Isidore Exelmans.                                                                                                   | 1898         | à géolocaliser                   | L'allégorie féminine du monument au maréchal Exelmans« Monument à Exelmans à Bar-le-Duc », sur À nos grands hommes |
| Buste du docteur Denis de Commercy                    | Gaston Broquet      | Commercy           | Sur la place des Chanoines                                                                  | Le piédestal resté vide est remplacé par une fontaine en 1995.                                                                             | À déterminer | à géolocaliser                   | Buste du docteur Denis de Commercy« Monument au Docteur Denis de Commercy à Commercy », sur e-monumen · Buste du docteur Denis de Commercy« Monument au Docteur Denis de Commercy à Commercy », sur e-monumen |
| Statue de Dom Calmet,                                 | Charles Pêtre       | Commercy           | Sur la place Dom Calmet                                                                     | Représentait Augustin Calmet. Une statue de remplacement très différente réalisée par Patrick Hervelin est installée en 1994.              | 1865         | à géolocaliser                   | Statue de Dom Calmet« Monument à dom Augustin Calmet à Commercy », sur À nos grands hommes,« Monument à dom Calmet à Commercy », sur e-monumen · Statue de Dom Calmet« Monument à dom Augustin Calmet à Commercy », sur À nos grands hommes,« Monument à dom Calmet à Commercy », sur e-monumen                                       |
| Statue du général Pierre Barrois,                     | Jean Magrou         | Ligny-en-Barrois   | Sur la place Nationale                                                                      | Représentait Pierre Barrois. Le piédestal resté vide est retiré[Quand ?] et placé dans la cour de l'annexe de l'ancienne école maternelle. | 1903         | à géolocaliser                   | Image manquante |
| Statue d'André Maginot,                               | Gaston Broquet      | Revigny-sur-Ornain | Rue Aristide-Briand                                                                         | Représentait André Maginot. Une statue de remplacement identique est installée[Quand ?].                                                   | 1935         | à géolocaliser                   | Statue d'André Maginot« Monument à André Maginot à Revigny-sur-Ornain », sur À nos grands hommes,« Monument à André Maginot à Revigny-sur-Ornain », sur e-monumen · Statue d'André Maginot« Monument à André Maginot à Revigny-sur-Ornain », sur À nos grands hommes,« Monument à André Maginot à Revigny-sur-Ornain », sur e-monumen |
| Aux défenseurs de Verdun,                             | Eugène-Jean Boverie | Verdun             | Dans le square Vauban, place des Deux-Gares, devenue rond-point des États-Unis par la suite | Également appelé L'Effort ou Monument de la Défense. Le socle reste vide, puis est installé[Quand ?] dans le parc de Londres.              | 1909         | à géolocaliser                   | Aux défenseurs de Verdun« Monument aux morts de 1870, ou Monument de la Défense, ou L'Effort à Verdun », sur À nos grands hommes,« Monument aux morts de 1870, ou Monument de la Défense, ou L'Effort à Verdun », sur e-monumen |
| Statue du général Maurice Sarrail,                    | Eugène Léon L'Hoëst | Verdun             | Sur la place de la Nation                                                                   | Représentait Maurice Sarrail. Une statue de remplacement identique est installée en 1959.                                                  | 1936         | à géolocaliser                   | Image manquante |

## Vosges
| Œuvre                           | Auteur                            | Commune             | Localisation           | Notes                                                                                           | Installation | Coordonnées    | Illustration |
| ------------------------------- | --------------------------------- | ------------------- | ---------------------- | ----------------------------------------------------------------------------------------------- | ------------ | -------------- | --- |
| Buste de Jean-Antoine Villemin, | Charles Joseph Jacquot            | Bruyères            | Sur la place Stanislas | Représentait Jean-Antoine Villemin. Un buste de remplacement est installé[Quand ?].             | 1894         | à géolocaliser | Buste de Jean-Antoine Villemin« Monument au docteur Villemin à Bruyères-en-Vosges », sur À nos grands hommes,« Monument au docteur Villemin à Bruyères-en-Vosges », sur e-monumen · Buste de Jean-Antoine Villemin« Monument au docteur Villemin à Bruyères-en-Vosges », sur À nos grands hommes,« Monument au docteur Villemin à Bruyères-en-Vosges », sur e-monumen                                               |
| Statue de Nicolas Gilbert,      | Anne de Rochechouart de Mortemart | Fontenoy-le-Château | Grande rue             | Représentait Nicolas Gilbert. Une statue de remplacement très différente est installée en 1953. | 1898         | à géolocaliser | Statue de Nicolas Gilbert« Monument à Nicolas Joseph Laurent Gilbert à Fontenoy-le-Château », sur À nos grands hommes,« Monument à Nicolas Joseph Florent Gilbert à Fontenoy-le-Château », sur e-monumen · Statue de Nicolas Gilbert« Monument à Nicolas Joseph Laurent Gilbert à Fontenoy-le-Château », sur À nos grands hommes,« Monument à Nicolas Joseph Florent Gilbert à Fontenoy-le-Château », sur e-monumen |